# 皮氏隅蛛
皮氏隅蛛（学名：Tegenaria pichoni）为漏斗蛛科隅蛛属的动物。在中国大陆，分布于浙江等地，多见于洞穴和石块下。该物种的模式产地在浙江。